# Anri Egutidze
Anri Egutidze (1 de marzo de 1996) es un deportista portugués, de origen georgiano, que compite en judo.
Ganó una medalla de bronce en el Campeonato Mundial de Judo de 2021, en la categoría de –81 kg. En los Juegos Europeos de Minsk 2019 consiguió una medalla de plata en la prueba de equipo mixto.

## Palmarés internacional
| Campeonato Mundial | Campeonato Mundial  | Campeonato Mundial | Campeonato Mundial |
| Año                | Lugar               | Medalla            | Categoría          |
| ------------------ | ------------------- | ------------------ | ------------------ |
| 2021               | Budapest (Hungría)  | Medalla de bronce  | –81 kg             |
| Juegos Europeos    |                     |                    |                    |
| Año                | Lugar               | Medalla            | Categoría          |
| 2019               | Minsk (Bielorrusia) | Medalla de plata   | Equipo mixto       |